# Pont Miguel Torga
Le pont Miguel Torga est un pont routier du nord du Portugal traversant le Douro à Peso da Régua. Dédié à l'écrivain portugais Miguel Torga, il a été inauguré en 1997.